# Energy Control
Energy Control és un projecte de reducció de riscos de l'ONG ABD (Asociación Bienestar y Desarrollo). Confeccionen i distribueixen materials informatius sobre les drogues consumides, així com d'altres aspectes d'interès per als seus consumidors (legislació, qüestions de gènere, efectes de l'alcohol i les drogues). Realitzen també accions de proximitat en l'oci nocturn. Reconeixen que un ús de substàncies responsable no és només possible, sinó majoritari entre les persones que en consumeixen. El treball d'Energy Control ha estat reconegut amb nombrosos premis nacionals i internacionals.
El seu sistema d'anàlisi de substàncies forma part dels protocols d'alerta del Pla Nacional Antidrogues del Ministeri de Sanitat del Regne d'Espanya. Aportant una mostra els usuaris poden obtenir informació del contingut de la substància. Segons fonts pròpies cada any analitzen més de 5.000 mostres. Energy Control col·labora amb entitats com la Xarxa de persones usuàries de drogues de Catalunya (CATNPUD) i Metzineres.